# Korean Series
Die Korean Series ist die Finalserie der KBO League. Sie wird seit 1982 mit Ausnahme des Jahres 1985 jährlich ausgespielt, um den koreanischen Meister im Baseball zu ermitteln. Seit 2005 nimmt das Gewinnerteam der Korean Series an der Asia Series teil.

## Gewinner der Korean Series
| Jahr | Sieger           | Manager           | Spiele                       | Verlierer                    | Manager                      | Most Valuable Player         | Ref.   |
| ---- | ---------------- | ----------------- | ---------------------------- | ---------------------------- | ---------------------------- | ---------------------------- | ------ |
| 1982 | OB Bears         | Kim Yeong-duk     | 4–1–1                        | Samsung Lions                | Seo Yeong-mu                 | Kim Yu-dong (OB-OF)          | [ 1 ]  |
| 1983 | Haitai Tigers    | Kim Eung-ryong    | 4–0–1                        | MBC Chungyong                | Kim Dong-yub                 | Kim Bong-yeon (Haitai-IF)    | [ 2 ]  |
| 1984 | Lotte Giants     | Kang Byeong-cheol | 4–3                          | Samsung Lions                | Kim Yeong-duk                | Yu Du-yeol (Lotte-OF)        | [ 3 ]  |
| 1985 | Samsung Lions    | Kim Yeong-duk     | keine Korean Series gespielt | keine Korean Series gespielt | keine Korean Series gespielt | keine Korean Series gespielt | [ 4 ]  |
| 1986 | Haitai Tigers    | Kim Eung-ryong    | 4–1                          | Samsung Lions                | Kim Yeong-duk                | Kim Jeong-su (Haitai-P)      | [ 5 ]  |
| 1987 | Haitai Tigers    | Kim Eung-ryong    | 4–0                          | Samsung Lions                | Park Yeong-gil               | Kim Jun-hwan (Haitai-OF)     | [ 6 ]  |
| 1988 | Haitai Tigers    | Kim Eung-ryong    | 4–2                          | Binggrae Eagles              | Kim Yeong-duk                | Mun Hui-su (Haitai-P)        | [ 7 ]  |
| 1989 | Haitai Tigers    | Kim Eung-ryong    | 4–1                          | Binggrae Eagles              | Kim Yeong-duk                | Park Cheol-u (Haitai-IF)     | [ 8 ]  |
| 1990 | LG Twins         | Baek In-chun      | 4–0                          | Samsung Lions                | Jeong Dong-jin               | Kim Yong-su (LG-P)           | [ 9 ]  |
| 1991 | Haitai Tigers    | Kim Eung-ryong    | 4–0                          | Binggrae Eagles              | Kim Yeong-duk                | Jang Chae-geun (Haitai-C)    | [ 10 ] |
| 1992 | Lotte Giants     | Kang Byeong-cheol | 4–1                          | Binggrae Eagles              | Kim Yeong-duk                | Park Dong-hui (Lotte-P)      | [ 11 ] |
| 1993 | Haitai Tigers    | Kim Eung-ryong    | 4–2–1                        | Samsung Lions                | Woo Yong-deuk                | Lee Jong-beom (Haitai-IF)    | [ 12 ] |
| 1994 | LG Twins         | Lee Kwang-hwan    | 4–0                          | Pacific Dolphins             | Jeong Dong-jin               | Kim Yong-su (LG-P)           | [ 13 ] |
| 1995 | OB Bears         | Kim In-sik        | 4–3                          | Lotte Giants                 | Kim Yong-hee                 | Kim Min-ho (OB-IF)           | [ 14 ] |
| 1996 | Haitai Tigers    | Kim Eung-ryong    | 4–2                          | Hyundai Unicorns             | Kim Jae-bak                  | Lee Gang-cheol (Haitai-P)    | [ 15 ] |
| 1997 | Haitai Tigers    | Kim Eung-ryong    | 4–1                          | LG Twins                     | Cheon Bo-seong               | Lee Jong-beom (Haitai-IF)    | [ 16 ] |
| 1998 | Hyundai Unicorns | Kim Jae-bak       | 4–2                          | LG Twins                     | Cheon Bo-seong               | Chung Min-tae (Hyundai-P)    | [ 17 ] |
| 1999 | Hanwha Eagles    | Lee Hui-su        | 4–1                          | Lotte Giants                 | Kim Myeong-seong             | Koo Dae-sung (Hanwha-P)      | [ 18 ] |
| 2000 | Hyundai Unicorns | Kim Jae-bak       | 4–3                          | Doosan Bears                 | Kim In-sik                   | Tom Quinlan (Hyundai-3B)     | [ 19 ] |
| 2001 | Doosan Bears     | Kim In-sik        | 4–2                          | Samsung Lions                | Kim Eung-ryong               | Tyrone Woods (Doosan-1B)     | [ 20 ] |
| 2002 | Samsung Lions    | Kim Eung-ryong    | 4–2                          | LG Twins                     | Kim Sung-keun                | Ma Hae-yeong (Samsung-OF)    | [ 21 ] |
| 2003 | Hyundai Unicorns | Kim Jae-bak       | 4–3                          | SK Wyverns                   | Cho Beom-hyeon               | Chung Min-tae (Hyundai-P)    | [ 22 ] |
| 2004 | Hyundai Unicorns | Kim Jae-bak       | 4–2–3                        | Samsung Lions                | Kim Eung-ryong               | Cho Yong-joon (Hyundai-P)    | [ 23 ] |
| 2005 | Samsung Lions    | Sun Dong-yol      | 4–0                          | Doosan Bears                 | Kim Kyung-moon               | Oh Seung-hwan (Samsung-P)    | [ 24 ] |
| 2006 | Samsung Lions    | Sun Dong-yol      | 4–1–1                        | Hanwha Eagles                | Kim In-sik                   | Park Jin-man (Samsung-SS)    | [ 25 ] |
| 2007 | SK Wyverns       | Kim Sung-keun     | 4–2                          | Doosan Bears                 | Kim Kyung-moon               | Kim Jae-hyun (SK-OF)         | [ 26 ] |
| 2008 | SK Wyverns       | Kim Sung-keun     | 4–1                          | Doosan Bears                 | Kim Kyung-moon               | Choi Jeong (SK-3B)           | [ 27 ] |
| 2009 | Kia Tigers       | Cho Beom-hyeon    | 4–3                          | SK Wyverns                   | Kim Sung-keun                | Na Ji-wan (Kia-LF)           | [ 28 ] |
| 2010 | SK Wyverns       | Kim Sung-keun     | 4–0                          | Samsung Lions                | Sun Dong-yol                 | Park Jung-kwon (SK-1B/RF)    | [ 29 ] |
| 2011 | Samsung Lions    | Ryu Joong-il      | 4–1                          | SK Wyverns                   | Lee Man-soo                  | Oh Seung-hwan (Samsung-P)    | [ 30 ] |
| 2012 | Samsung Lions    | Ryu Joong-il      | 4–2                          | SK Wyverns                   | Lee Man-soo                  | Lee Seung-yeop (Samsung-1B)  | [ 31 ] |
| 2013 | Samsung Lions    | Ryu Joong-il      | 4–3                          | Doosan Bears                 | Kim Jin-wook                 | Park Han-yi (Samsung-RF)     | [ 32 ] |
| 2014 | Samsung Lions    | Ryu Joong-il      | 4–2                          | Nexen Heroes                 | Yeom Kyung-yup               | Yamaico Navarro (Samsung-2B) | [ 33 ] |
| 2015 | Doosan Bears     | Kim Tae-hyoung    | 4–1                          | Samsung Lions                | Ryu Joong-il                 | Jung Soo-bin (Doosan-CF)     | [ 34 ] |
| 2016 | Doosan Bears     | Kim Tae-hyoung    | 4–0                          | NC Dinos                     | Kim Kyung-moon               | Yang Eui-ji (Doosan-C)       | [ 35 ] |
| 2017 | Kia Tigers       | Kim Ki-tai        | 4–1                          | Doosan Bears                 | Kim Tae-hyoung               | Yang Hyeon-jong (Kia-P)      | [ 36 ] |
| 2018 | SK Wyverns       | Trey Hillman      | 4–2                          | Doosan Bears                 | Kim Tae-hyoung               | Han Dong-min (SK-RF)         | [ 37 ] |
| 2019 | Doosan Bears     | Kim Tae-hyoung    | 4–0                          | Kiwoom Heroes                | Jang Jung-suk                | Oh Jae-il (Doosan-1B)        | [ 38 ] |
| 2020 | NC Dinos         | Lee Dong-wook     | 4–2                          | Doosan Bears                 | Kim Tae-hyoung               | Yang Eui-ji (NC-C)           | [ 39 ] |
| 2021 | KT Wiz           | Lee Kang-chul     | 4–0                          | Doosan Bears                 | Kim Tae-hyoung               | Park Kyung-su (KT-2B)        | [ 40 ] |

## Teilnahmen nach Clubs
* Anmerkung: fett = Korean Series in diesem Jahr gewonnen.
| Team                                | Siege | Teilnahmen | Saison(s)                                                                                                  |
| ----------------------------------- | ----- | ---------- | --- |
| Kia Tigers (Haitai Tigers)          | 11    | 11         | 1983, 1986, 1987, 1988, 1989, 1991, 1993, 1996, 1997, 2009, 2017                                           |
| Samsung Lions                       | 7＋1  | 17         | 1982, 1984, 1985, 1986, 1987, 1990, 1993, 2001, 2002, 2004, 2005, 2006, 2010, 2011, 2012, 2013, 2014, 2015 |
| Doosan Bears (OB Bears)             | 6     | 14         | 1982, 1995, 2000, 2001, 2005, 2007, 2008, 2013, 2015, 2016, 2017, 2018, 2019, 2020                         |
| SK Wyverns                          | 4     | 8          | 2003, 2007, 2008, 2009, 2010, 2011, 2012, 2018                                                             |
| Hyundai Unicorns (Pacific Dolphins) | 4     | 6          | 1994, 1996, 1998, 2000, 2003, 2004                                                                         |
| LG Twins (MBC Chungyong)            | 2     | 6          | 1983, 1990, 1994, 1997, 1998, 2002                                                                         |
| Lotte Giants                        | 2     | 4          | 1984, 1992, 1995, 1999                                                                                     |
| Hanhwa Eagles (Binggrae Eagles)     | 1     | 6          | 1988, 1989, 1991, 1992, 1999, 2006                                                                         |
| NC Dinos                            | 1     | 2          | 2016, 2020                                                                                                 |
| KT Wiz                              | 1     | 1          | 2021 |
| Kiwoom Heroes (Nexen Heroes)        | 0     | 2          | 2014, 2019                                                                                                 |